# 唐景禹
唐景禹（1529年—1556年），字治卿，號平川，浙江紹興府餘姚縣人，匠籍，明朝政治人物。

## 生平
壬子科（1552年）浙江鄉試第八十名舉人。嘉靖三十五年（1556年）中式丙辰科二甲第二十九名進士。都察院观政，未授官卒。

## 家族
曾祖唐宗亮；祖父唐熙；父唐霈。前母丁氏；黃氏。兄唐景夔（驿丞）、唐時清（主簿）、唐景夷（吏目）。